# 华北军政大学
华北军政大学是1948年至1950年中国共产党在华北地区设立的军事政治大学。

## 历史
1948年5月，中央前委、中央后委迁入西柏坡与中央工委会合；晋察冀与晋冀鲁豫的党、政、军机关合并为华北局、华北人民政府、华北军区。华北成为当时全国最大的解放区之一。中共中央“委托华北局创办大军校……决定晋察冀军区军政干部学校、步兵学校，晋冀鲁豫军政大学、陆军中学、青年教导团合并，组建华北军政大学。”聂荣臻向中央建议：“校长不要兼任，一定要专职，否则对工作有影响。就像我，名义上是晋察冀军政干校校长，可一打起仗来，学校的事哪里还顾得过来。”在此背景下，源于抗大二分校的晋察冀军区军政干部学校、晋察冀军区步兵学校、晋冀鲁豫军区军政大学、晋冀鲁豫军区陆军中学、晋冀鲁豫军区青年教导团在石家庄合并组建华北军政大学。6月11日正式成立。7月1日举办开学典礼，朱德总司令、华北军区副司令员滕代远、晋冀鲁豫边区政府主席杨秀峰亲临检阅。
- 校长兼政委叶剑英（中央后委书记）
- 副校长：萧克（华北军区副司令员兼）
- 副政委：朱良才
- 教育部：部长谭家述，副部长陶汉章、王作尧
- 政治部：主任朱良才（兼），副主任李克如
  - 组织部：部长黄作珍
  - 宣传部：部长卫孑人，王前
    - 《华北军大》校刊
    - 华北军大文工团：团长许翰如，副团长周国瑾，政治协理员辛丰。辖军乐队（来自华东使用缴获自国军的铜管乐器）、戏曲队、话剧队等。1950年10月进京组建总政文工团[2]
- 校务部：部长李钟奇，副部长牟泽衔（中央工委供给部部长调任）
- 校长办公室：主任薛子正

第一期招收学员近5000人，其中招生团干500人，营干1000人，炮兵、工兵、参谋、摩托专业和政工干部各500至600人。学员编为8个大队、3个直属队：营干大队2个，团干、炮兵、工兵、政工、参谋、预科各1个大队，台湾队（政委施均、隊長辛喬）、华南队、高干队（队长李湘/刘昂），共7238人。另外还有一个华北军区步兵学校4948人。共有学员12186人。为解决师资匮乏，叶剑英决定大量吸收起义、投诚和被俘国军军官任军大的教员。如战术主任教官沈澄年。因石家庄不断受到国军空军的大轰炸，军政大学搬迁至石家庄以西十几公里的获鹿县南新城村。
台湾队的学员绝大多数是1947年1月9日在鲁西南的巨金鱼战役中在胡海子地区被晋冀鲁豫野战军第六纵队全歼的整编第70师下属的整编第140旅的台湾籍解放战士。“學員的絕大部分，是18歲到25歲的青年，社會出身百分之九十是無產階級和半無產階級（工人、店員、雇工和貧農等），但勞動時間很短，多是1年至4年，來校時文化程度很低，大部分雖上過日本的初小和個別上過高小，不會漢文，尚有部分文盲（未上過學，日文、漢文都不會）；粵籍多閩籍少，高山族10餘人；大部分在前方劉鄧大軍參加過半年戰鬥，且有小部分立過功及光榮負過傷；我黨的威信在他們中是高的，他們熱愛黨”，“這些同志很重視他們自已的節日的，一•九解放節（1947年1月9日參加解放軍）、台灣人民二•二八革命紀念日”。
1948年12月中旬，叶剑英掉任北平市军事管制委员会主任兼北平市市长后，仍兼华北军大校长、政委。学校日常工作则由副校长萧克主持。
1949年7月1日，华北军大建校一周年之际，毛泽东题词勉励全校师生：“为着消灭国民党残余力量，为着保卫人民共和国，努力学习，努力工作。”朱德题词：“你们开展了很多工作，收集了过去的战争经验，编写了许多教材，训练了一部分教员，教育毕业了一大批学生。这是你们与全体教职员努力的结果。你们的教育方法，走上了正规化的道路，打起了国防教育的新基础。望你们在这个基础上面再努力进行，真正建立起新的国防教育的军大。预祝你们成功。”
1949年9月30日，中国人民政治协商会议第一届全体会议通過大會宣言後，中國人民解放軍第三野戰軍台灣隊（实际上是華北軍政大學台灣隊）向毛泽东主席、朱德總司令獻旗，台湾隊文化教員、台胞林雲致詞，台湾隊學員、台胞林東海等獻旗。1949年11日14日，華北軍大台灣隊畢業，朱德總司令、謝雪紅講話勉勵。
1950年9月改为华北陆军军官学校（后沿革为石家庄高级步兵学校，解放军军事教育学院，解放军陆军参谋学院，解放军陆军指挥学院，石家庄机械化步兵学院）。200余名教员跟随刘伯承到南京创办军事学院，一部分到北京参加训练总监部的建设工作，大部分军事教育骨干留在石家庄组成华北陆军军官学校。华北军大累计培养学员46000余名；培养军事、政治、文化教员1000余名。研究和编写教材80余种。